# 2022 FIFAワールドカップ・アジア4次予選
本項目では、カタールで開催される2022 FIFAワールドカップ出場チームを決定するための予選の、アジアサッカー連盟 (AFC) 加盟協会を対象としたアジア予選のうち、2022年6月7日に開催された4次予選（AFCプレーオフ）について記す。

## フォーマット
3次予選の各グループ3位となった2チームが参加し、勝者が大陸間プレーオフに進出する。
当初は2021年11月11日と16日にホーム・アンド・アウェー方式で開催予定となっていたが、アジアでの新型コロナウイルス感染症（COVID-19）の流行を受けて大会方式が中立地での1試合勝負に変更され、2022年6月13日・14日にカタールで開催される大陸間プレーオフを見越して、直前の6月7日にカタールでの開催に変更された。国際サッカー連盟（FIFA）は2022年5月4日、試合会場を正式発表した。アジア4次予選は大陸間プレーオフと同じアフメド・ビン＝アリー・スタジアムで開催される。

## 参加チーム
FIFAランキングは2022年3月31日発表のランキング。
| グループ (3次予選) | 3位チーム        | FIFA Rank |
| ------------------ | ---------------- | --------- |
| A                  | アラブ首長国連邦 | 68        |
| B                  | オーストラリア   | 42        |

## 試合結果
| チーム #1        | スコア | チーム #2      |
| ---------------- | ------ | -------------- |
| アラブ首長国連邦 | 1 - 2  | オーストラリア |

| アラブ首長国連邦 | 1 - 2    | オーストラリア                          |
| ---------------- | -------- | --------------------------------------- |
| - カイオ 57分    | レポート | - アーバイン 53分 - フルスティッチ 84分 |